# Ricardo Lamas
Ricardo Alejandro Lamas, född 21 maj 1982 i Chicago, är en före detta amerikansk MMA-utövare som 2011–2020 tävlade i organisationen Ultimate Fighting Championship.